# Saludos Amigos
Saludos Amigos (på svenska även kallad Kalle Anka och Långben i Sydamerika) är en amerikansk animerad film från 1942, producerad av Walt Disney. För den övergripande regin svarar Norman Ferguson.

## Handling
Saludos Amigos består av fyra animerade kortfilmer varvade med dokumentärfilmsmaterial från Disneystudions första promotion-resa till Sydamerika. 1955 släpptes samtliga de animerade episoderna som separata kortfilmer.
- Kalle Anka som turist (The Lake Titicaca), i regi av Bill Roberts

Kalle Anka, amerikansk turist i Peru, besöker Titicacasjön, lär sig om landets seder och bruk och möter ett vresigt lamadjur.
- Lille Pedros flygäventyr (Pedro), i regi av Hamilton Luske

När det lilla postflygplanet Pedros föräldrar blir sjuka måste Pedro själv bege sig på en farlig resa över de höga Anderna, från Santiago de Chile i Chile till Mendoza i Argentina och tillbaka, för att hämta en postväska.
- Jan Långben som gaucho (El Gaucho Goofy), i regi av Jack Kinney

Långben ikläder sig rollen som gaucho, en argentinsk cowboy, och demonstrerar - inte utan problem - likheter och skillnader mellan Nordamerikas och Sydamerikas boskapsskötare.
- Aquarela do Brasil, i regi av Wilfred Jackson

Kalle Anka träffar för första gången den brasilianske papegojan José Carioca, som lär honom dansa samba till en av Brasiliens mest populära låtar.

## Om filmen
Samtliga fyra tecknade episoder släpptes som fristående kortfilmer 1955.
Kortfilmen Pluto i Brasilien med Musse Pigg skulle ursprungligen ha varit en del av filmen, men eftersom denna inte var klar i tid för filmens biopremiär fick den släppas som separat kortfilm istället.
1944 fick filmen en uppföljare - Tre Caballeros.

## Rollista
| Figur        | Originalröst              | Svensk röst (1946) |
| ------------ | ------------------------- | ------------------ |
| Kalle Anka   | Clarence Nash             | Clarence Nash      |
| Långben      | Pinto Colvig              |                    |
| José Carioca | José Oliveira             | José Oliveira      |
| Berättare    | Fred Shields Frank Graham | Olof Ekermann      |

I spelfilmsinslagen mellan kortfilmerna ses flera av Disneystudions arbetare. Enbart en handfull har dock repliker, förutom Walt Disney, som guidar genom hela filmen, även Lee Blair, Mary Blair, Norman Ferguson och Frank Thomas.

## Premiärer
Filmen hade brasiliansk premiär den 24 augusti 1942, amerikansk premiär den 6 februari 1943, och svensk premiär den 18 mars 1946.

### Fotnoter
1. ↑  Dave Smith (1998). Disney A to Z: The Updated Official Encyclopedia. Hyperion Books. sid. 482-483. ISBN 978-0786863914
2. ↑  A. Bowdoin Van Riper (2014). Learning from Mickey, Donald and Walt: Essays on Disney's Edutainment Films. McFarland. sid. 211. ISBN 978-0786484751
3. ↑  Graham Webb (2000). The Animated Film Encyclopedia: A Complete Guide to American Shorts, Features, and Sequences, 1900-1979. McFarland. ISBN 978-0786407286
4. ↑  ”Western Animation / Pluto and the Armadillo”. TV Tropes. https://tvtropes.org/pmwiki/pmwiki.php/WesternAnimation/PlutoAndTheArmadillo. Läst 18 maj 2022.
5. 1 2  ”Saludos Amigos”. Disneyania. 5 april 1942. http://www.d-zine.se/filmer/saludosamigos.htm. Läst 20 augusti 2016.